# Fela Kuti
Fela Anikulapo Kuti, właśc. Olufela Olusegun Oludotun Ransome-Kuti (ur. 15 października 1938 w Abeokucie, zm. 2 sierpnia 1997 w Lagos) – nigeryjski multiinstrumentalista, kompozytor i działacz na rzecz praw człowieka. Twórca afrobeatu.

## Dyskografia
| Rok  | Tytuł płyty                                          | Wytwórnia                                       |
| ---- | ---------------------------------------------------- | ----------------------------------------------- |
| 1971 | Live! (z Gingerem Bakerem)                           | Regal Zonophone / Pathe Marconi Studios         |
| 1971 | Why Black Man Dey Suffer                             | EMI / Decca Afrodesia                           |
| 1972 | Stratavarious (z Gingerem Bakerem)                   | Polydor / Atco                                  |
| 1972 | Na Poi                                               | EMI HMV                                         |
| 1972 | Open & Close                                         | EMI / Pathe Marconi                             |
| 1972 | Shakara                                              | EMI / Editions Makossa / Pathe Marconi / Creole |
| 1972 | Roforofo Fight                                       | Jofabro / Editions Makossa / Pathe Marconi      |
| 1973 | Afrodisiac                                           | EMI/ Regal Zonophone / Pathe Marconi            |
| 1973 | Gentleman                                            | EMI / Pathe Marconi / Creole                    |
| 1974 | Alagbon Close                                        | Jofabro / Editions Makossa                      |
| 1975 | Noise for Vendor Mouth                               | Afrobeat                                        |
| 1975 | Confusion                                            | EMI / Pathe Marconi                             |
| 1975 | Everything Scatter                                   | Coconut / Creole                                |
| 1975 | He Miss Road                                         | EMI / Pathe Marconi                             |
| 1975 | Expensive Shit                                       | Soundwork Shop / Editions Makossa               |
| 1976 | No Bread                                             | Soundwork Shop / Editions Makossa               |
| 1976 | Kalakuta Show                                        | Kalakuta / Editions Makossa                     |
| 1976 | Upside Down                                          | Decca Afrodisia                                 |
| 1976 | Ikoyi Blindness                                      | Africa Music                                    |
| 1976 | Before I Jump Like Monkey Give Me Banana             | Coconut                                         |
| 1976 | Excuse O                                             | Coconut                                         |
| 1976 | Zombie                                               | Coconut / Creole / Mercury                      |
| 1976 | Yellow Fever                                         | Decca Afrodesia                                 |
| 1977 | Opposite People                                      | Decca Afrodesia                                 |
| 1977 | Fear Not For Man                                     | Decca Afrodesia                                 |
| 1977 | Stalemate                                            | Decca Afrodesia                                 |
| 1977 | Observation No Crime                                 | Decca Afrodesia                                 |
| 1977 | Johnny Just Drop (J.J.D Live!! at Kalakuta Republic) | Decca Afrodesia                                 |
| 1977 | I Go Shout Plenty                                    | Decca Afrodesia                                 |
| 1977 | No Agreement                                         | Decca Afrodesia / Barclay / Celluloid           |
| 1977 | Sorrow, Tears and Blood                              | Kalakuta                                        |
| 1978 | Shuffering and Shmiling                              | Coconut / Celluloid                             |
| 1979 | Unknown Soldier                                      | Phonodisk / Uno Melodic                         |
| 1979 | I.T.T. (International Thief Thief)                   | Kalakuta                                        |
| 1980 | Music of Many Colours (z Royem Ayersem)              | Phonodisk / Celluloid                           |
| 1980 | Authority Stealing                                   | Kalakuta                                        |
| 1981 | Original Sufferhead                                  | Lagos International / Arista                    |
| 1981 | Coffin for Head of State                             | Kalakuta                                        |
| 1983 | Perambulator                                         | Lagos International                             |
| 1985 | Army Arrangement                                     | Kalakuta / Celluloid                            |
| 1986 | Teacher Don't Teach Me Nonsense                      | Polygram / Barclay                              |
| 1989 | Beasts of No Nation                                  | Kalakuta / Eurobound / Shanachie                |
| 1989 | O.D.O.O. (Overtake Don Overtake Overtake)            | Kalakuta / Shanachie                            |
| 1990 | Confusion Break Bones                                | Kalakuta                                        |
| 1990 | Just Like That                                       | Kalakuta                                        |
| 1992 | Underground System                                   | Kalakuta / Sterns                               |